# Rittberg (Overath)
Rittberg ist ein Ortsteil von Overath im Rheinisch-Bergischen Kreis in Nordrhein-Westfalen, Deutschland.

## Lage und Beschreibung
Der langgestreckte, aufsteigende Ortsteil Rittberg oberhalb der Agger ist am besten über die Mucher Straße (K 312) zu erreichen. Mit dem Weiler Kram verbindet ihn eine schmale Landstraße. Weitläufige Felder umgeben ein Neubaugebiet mit Einzelhäusern und einen Hundesportplatz mit Flutlichtanlage. An seinem höchsten Punkt bietet Rittberg einen weiten Blick über die bergische Landschaft.
Der Bach Tiefer Siefen, ein Zufluss der Agger, durchfließt den Ort.

## Geschichte
Alte Schriften weisen auf, dass hier bereits im 13. Jahrhundert ein Lehnshof existierte, der von einem Theodoricus de Rucberg bewirtschaftet wurde. 
Die Topographia Ducatus Montani des Erich Philipp Ploennies, Blatt Amt Steinbach, belegt, dass der Wohnplatz 1715 drei Hofstellen besaß, die als Ripperg beschriftet sind. Carl Friedrich von Wiebeking benennt die Hofschaft auf seiner Charte des Herzogthums Berg 1789 als Ripberg. Aus ihr geht hervor, dass der Ort zu dieser Zeit Teil der Honschaft Burg im Kirchspiel Overath war.

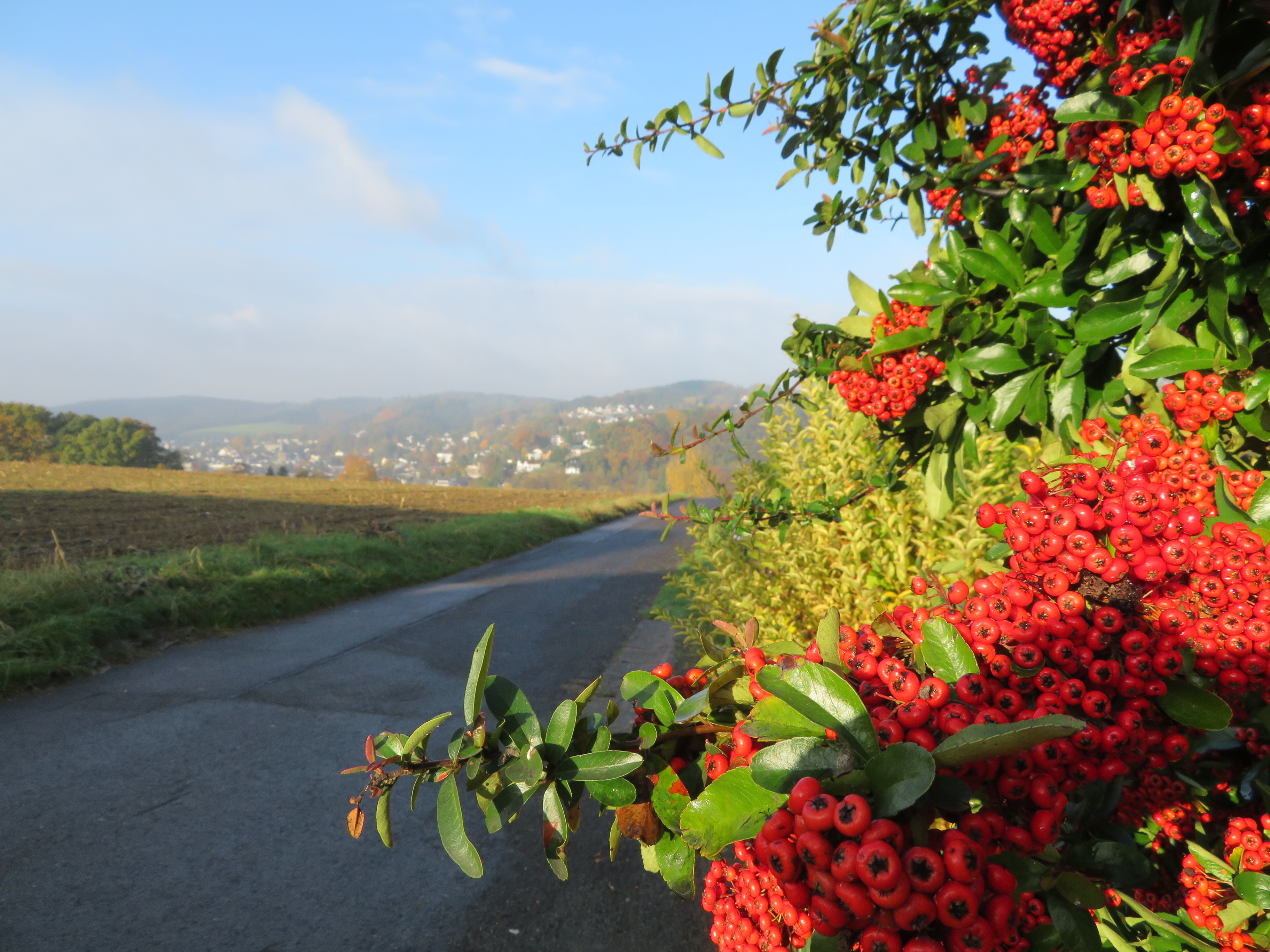
Blick von Rittberg nach Marialinden

Der Ort ist auf der Topographischen Aufnahme der Rheinlande von 1817 als Rittberg verzeichnet. Die Preußische Uraufnahme von 1845 zeigt den Wohnplatz ohne Beschriftung. Ab der Preußischen Neuaufnahme von 1892 ist der Ort auf Messtischblättern regelmäßig als Rittberg verzeichnet.
1822 lebten 22 Menschen im als Hof kategorisierten und Rittberg bezeichneten Ort, der nach dem Zusammenbruch der napoleonischen Administration und deren Ablösung zur Bürgermeisterei Overath im Kreis Mülheim am Rhein gehörte. Für das Jahr 1830 werden für den als Hof bezeichneten Ort 27 Einwohner angegeben. Der 1845 laut der Uebersicht des Regierungs-Bezirks Cöln als Hof kategorisierte Ort besaß zu dieser Zeit fünf Wohngebäude mit 29 Einwohnern, alle katholischen Bekenntnisses. Die Gemeinde- und Gutbezirksstatistik der Rheinprovinz führt Rittberg 1871 mit sechs Wohnhäusern und 31 Einwohnern auf. Im Gemeindelexikon für die Provinz Rheinland von 1888 werden für Rittberg sechs Wohnhäuser mit 31 Einwohnern angegeben. 1895 besitzt der Ort sechs Wohnhäuser mit 24 Einwohnern, 1905 werden sechs Wohnhäuser und 22 Einwohner angegeben.